# Luz del Carmen Ibáñez Carranza

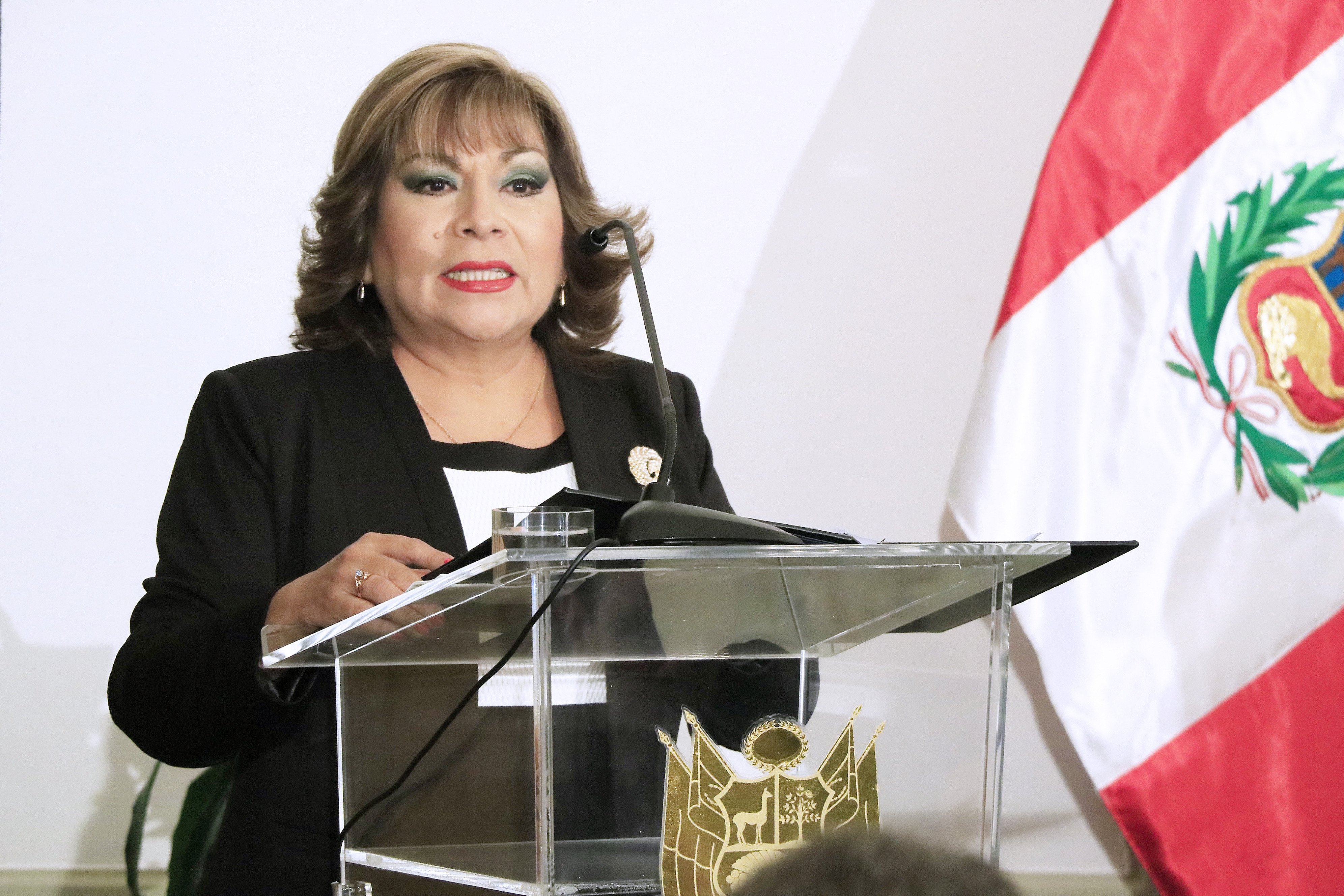
Luz del Ibáñez Carranza (2017)

Luz del Carmen Ibáñez Carranza (* 15. Juli 1955 in Trujillo) ist eine peruanische Juristin. Seit 2018 ist sie Richterin und war von 2021 bis 2024 Vizepräsidentin am Internationalen Strafgerichtshof.

## Leben und Wirken
Ibáñez Carranza studierte Rechtswissenschaften an der Universität Trujillo, wo sie 1982 den Bachelor in Rechts- und Politikwissenschaften machte. Im selben Jahr wurde sie zur Anwaltschaft zugelassen. Seit 1984 arbeitete sie als Staatsanwältin in Peru, seit 1988 als Oberstaatsanwältin. Ab 1990 war sie hauptsächlich auf dem Gebiet der Menschenrechtsverletzungen, der Terrorismusbekämpfung und der  Korruptionsbekämpfung tätig, ab 2000 arbeitete sie in diesen Gebieten für den Generalstaatsanwalt von Peru. So war sie maßgeblich an den Ermittlungen gegen Alberto Fujimori beteiligt. 2004 wurde sie selbst Oberstaatsanwältin von Lima und Generalstaatsanwältin von Peru. In dieser Funktion bewirkte sie in leitender Funktion die Strafverfolgung von Abimael Guzmán und anderer Führer der Terrororganisation Sendero Luminoso sowie die Aufarbeitung der zu Zeiten des bewaffneten Konflikts in Peru vom Militär und von Paramilitärs begangenen Verbrechen. 2007 wurde sie von der Universidad Inca Garcilaso de la Vega zur Dr. iur. promoviert. Mehrfach war sie zudem Delegierte Perus vor der Interamerikanischen Kommission für Menschenrechte, dem CEDAW und dem Interamerikanischen Komitee gegen Terrorismus. Außerdem ist sie langjährige Professorin für Strafrecht, Strafprozessrecht und Menschenrechte an der Universidad Nacional Federico Villareal.
Am 11. März 2018 trat Ibáñez Carranza ihre neunjährige Amtszeit als Richterin am Internationalen Strafgerichtshof an. Hier ist sie in der Berufungskammer eingesetzt und war unter anderen bei den Verfahren gegen Bosco Ntaganda, Laurent Gbagbo und Charles Blé Goudé sowie als Vorsitzende gegen Dominic Ongwen beteiligt.

## Zitat
„Im Urteil wird ohne jegliche Umschweife gesagt, dass es einen internen bewaffneten Konflikt in Peru gab [und] dass dieser von Sendero Luminoso begonnen wurde. Es wird gesagt, dass alle diese schweren Übergriffe Straftaten schwerer Verletzungen der Menschenrechte im Zusammenhang von Verbrechen gegen die Menschlichkeit waren. Und es wird anerkannt, dass ab Dezember 1982, als die Streitkräfte damit beauftragt wurden, diesen terroristischen Missstand zu bekämpfen, in Wirklichkeit eine systematische Praxis des allgemeinen Angriffs auf die Zivilbevölkerung und ihre Menschenrechte installiert wurde.“